# Église Saint-Joseph de Čerević
Pour les articles homonymes, voir Église Saint-Joseph.
L'église Saint-Joseph de Čerević (en serbe cyrillique : Црква Светог Јосипа ; en serbe latin : Crkva Svetog Josipa) est une église catholique située à Čerević en Serbie, dans la municipalité de Beočin et dans la province de Voïvodine. Construite en 1776, elle est inscrite sur la liste des monuments culturels de grande importance de la république de Serbie. Église paroissiale, elle relève du diocèse de Syrmie.

## Présentation
Čerević est situé dans la région de Syrmie, sur la rive gauche du Danube et sur le versant septentrional du massif de la Fruška gora, à environ 15 kilomètres au sud-ouest de Novi Sad. L'église Saint-Joseph, caractéristique du style baroque des églises de la Voïvodine, a été construite en 1776.
Le maître-autel est décoré d'une icône représentant la Sainte Famille, peinte par Johann Natinhofer en 1781 ; elle a la particularité d'offrir une vue du village de Čerević dans la partie inférieure de la composition, où l'on peut voir l'église catholique, l'église orthodoxe Saint-Sava et le Danube. Une icône représentant la Crucifixion a été peinte en 1817 par Arsa Teodorović, qui a signé l'œuvre en latin au verso. L'icône de la Sainte Trinité a été réalisée par Konstantin Pantelić en 1835. Ce programme iconographique témoigne de la tolérance religieuse prévalant dans la Syrmie du XIXe siècle, les Catholiques n'hésitant pas à recourir à des peintres orthodoxes serbes pour réaliser des œuvres.